# Přádelna bratří Neumannů
Přádelna bratří Neumannů je bývalá přádelna, nazývaná také Osmička nebo Slezan 08, která se nachází na Staroměstské ulici ve Frýdku ve městě Frýdek-Místek v Moravskoslezském kraji. Vysoká dvoupatrová obdélná budova, s půdorysnými rozměry 93×33 m, rozměrnými okny a profilovanou atikou, byla v roce 1890 postavena židovskými bratry Juliem a Leopoldem Neumannovými, kteří v oblasti podnikali již od roku 1868. Přádelna byla zbudována ve stylu průmyslové secesní architektury a to dle návrhu švýcarského architekta a inženýra Sequina Bronnera z Rüti. Ve své době byla moderní strojní přádelnou s vlastní parní elektrárnou o výkonu parního stroje 525 kW. Tovární sály byly až pět metrů vysoké a původně v nich bylo instalováno zařízení na odsávání prachu a udržování optimální vhkosti. Budova je postavena z dvojbarevného režného (neomítnutého) zdiva s vnitřními ocelovými konstrukcemi. Cenným architektonickým prvkem je fasáda s ozdobnými římsami s ozubem a svislými pilastry se zvýrazněnými patkami a hlavicemi. Během nacistické okupace Československa byl podnik zkonfiskován a provozován pod nucenou nacistickou správou. Po válce byla budova znárodněna a začleněna do národního podniku Slezan (pod číslem 08, tzv. Osmička). Dnes[kdy?] se pro budovu hledá nové využití. Přádelnu bratří Neumannů lze navštívit v rámci příležitostných kulturních akcí.

## Další informace
Přádelna bratří Neumannů se nachází nad bývalým mlýnským náhonem u výklenkové kaple svaté Otýlie.
Budova není zařazena mezi kulturní památky a plánuje se revitalizace budovy a jejího okolí.

## Galerie

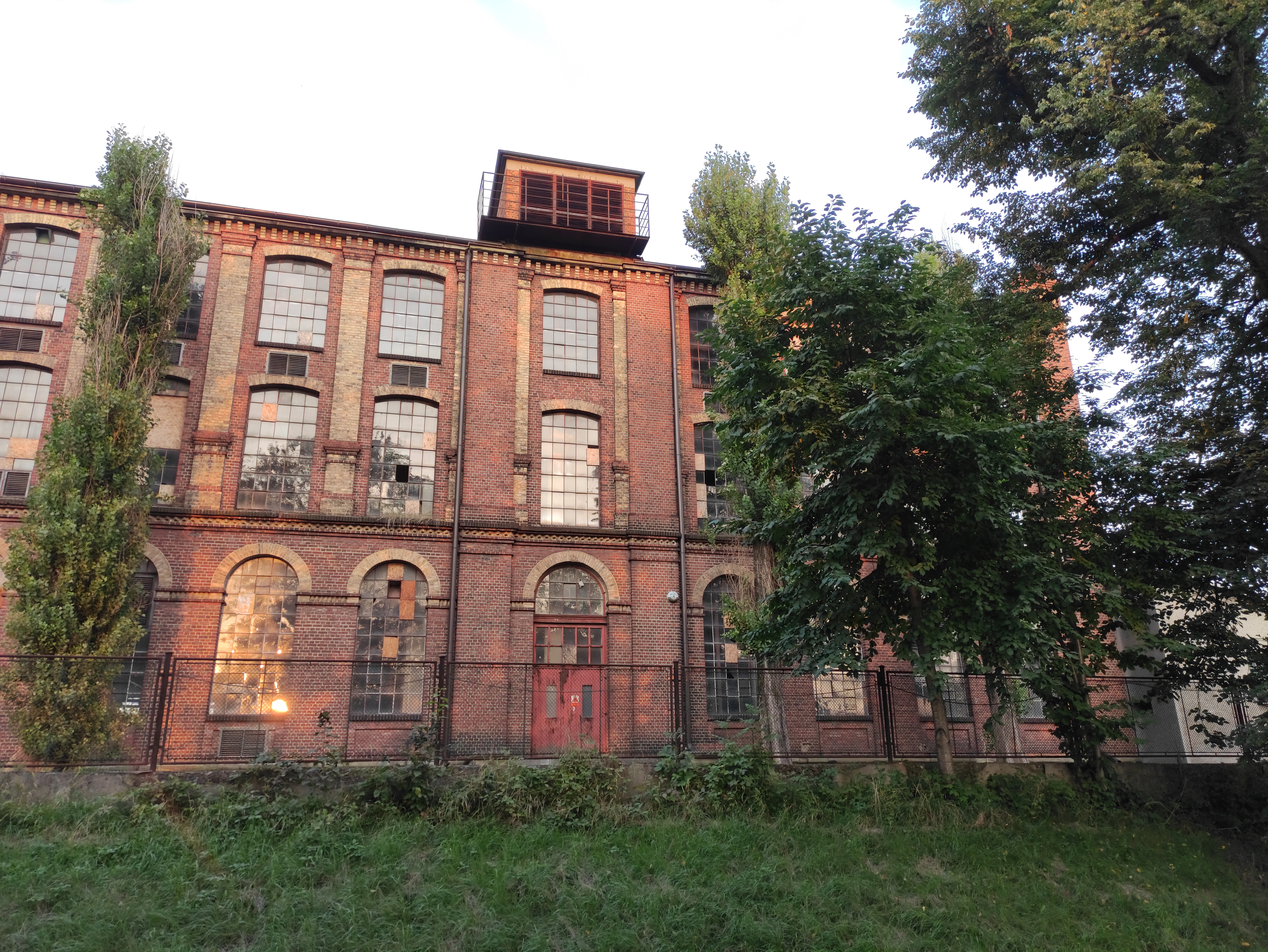
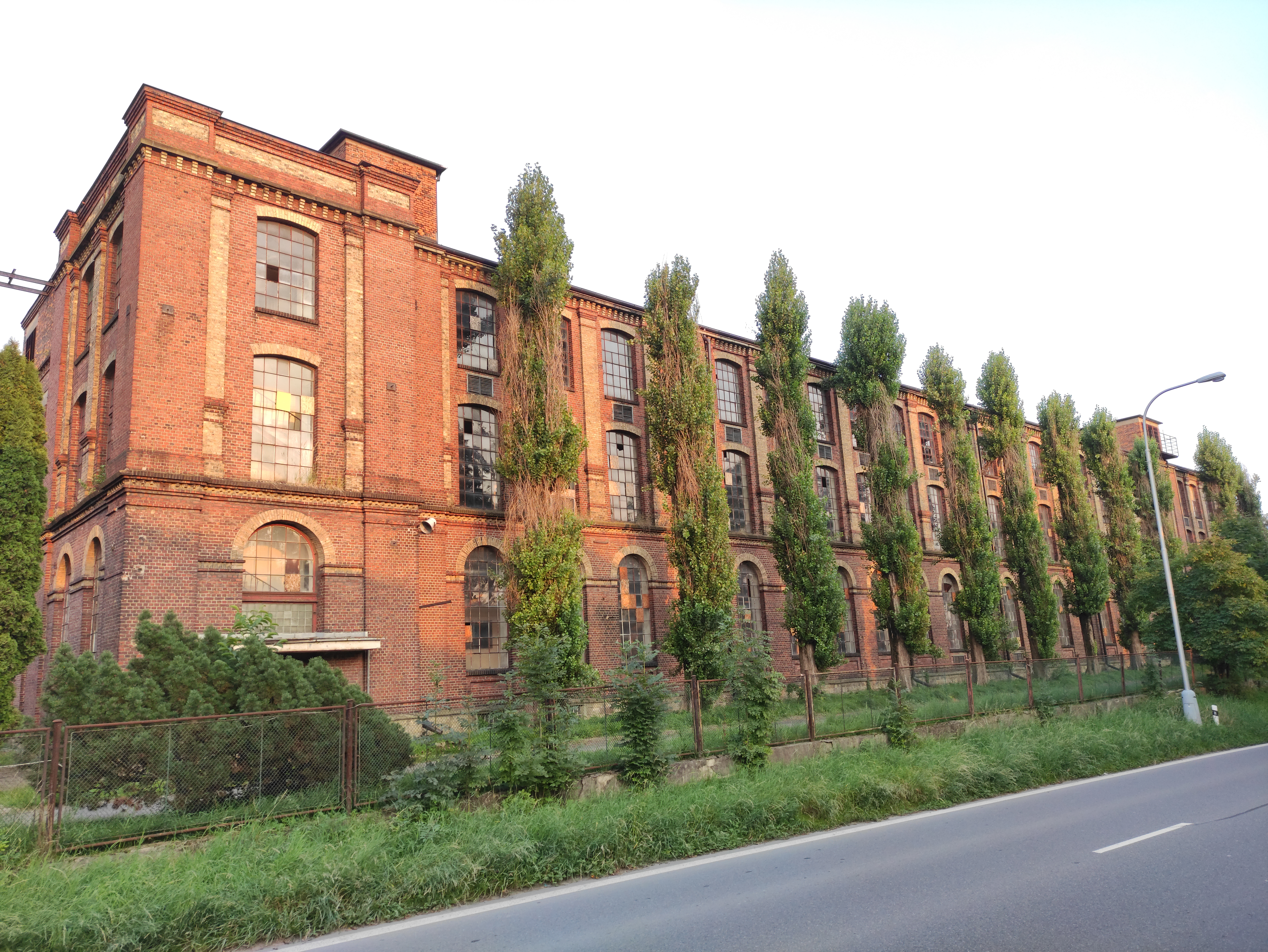
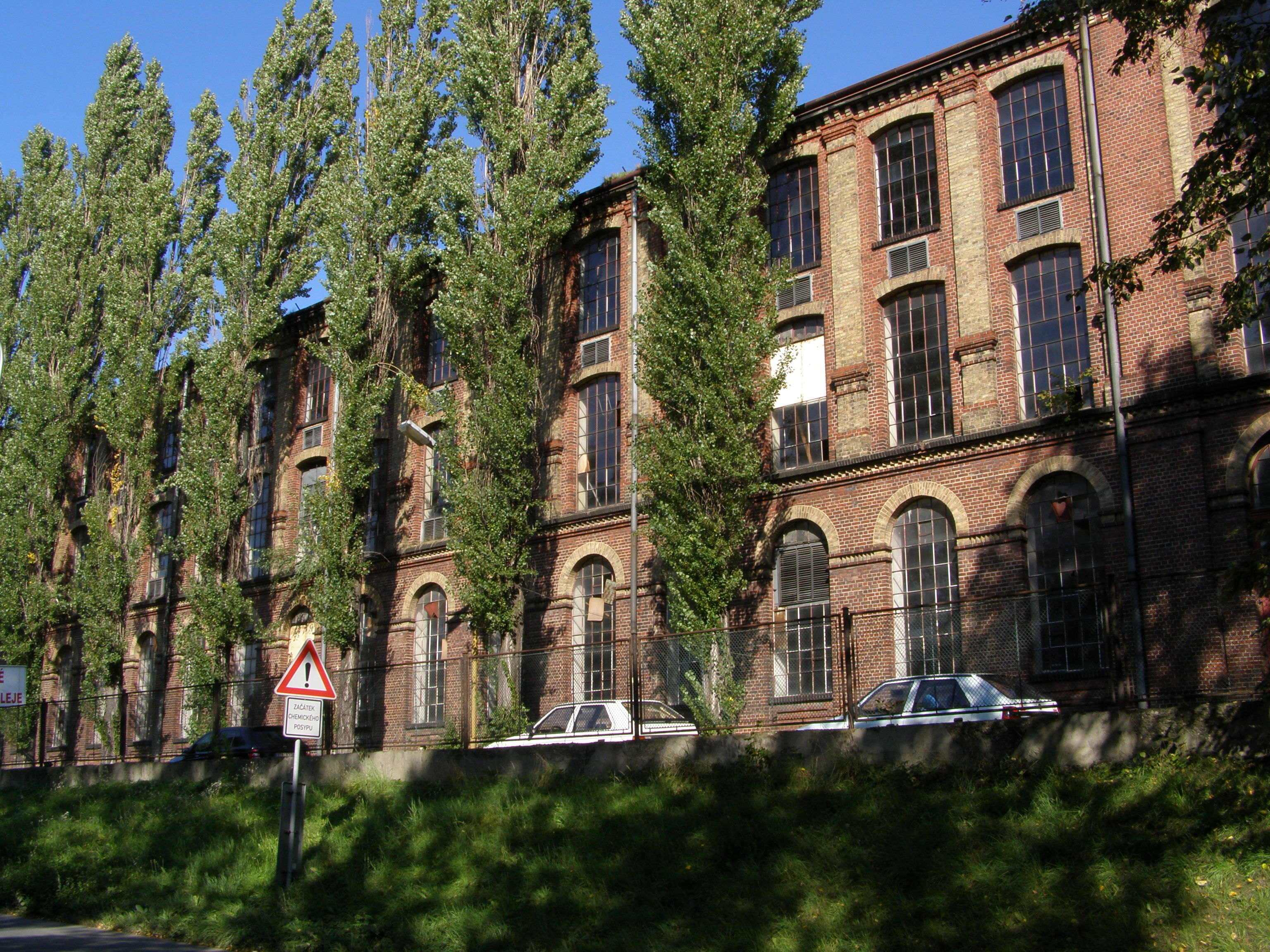